# Phyllocolpa
Phyllocolpa is een geslacht van  echte bladwespen (familie Tenthredinidae).

## Soorten
- P. acutiserra (Lindqvist, 1949)
- P. anglica (Cameron, 1877)
- P. coriacea (Benson, 1953)
- P. crassispina (C. G. Thomson, 1871)
- P. excavata (Marlatt, 1896)
- P. fibulata (Konow, 1901)
- P. kopelkei (Lacourt, 1996)
- P. leucapsis

Grauwe wilgbladrolwesp (Tischbein, 1846)
- P. leucosticta

Boswilgplooibladwesp (Hartig, 1837)
- P. oblita

Schietwilgbladrandwesp (Serville, 1823)
- P. piliserra (C. G. Thomson, 1862)
- P. scotaspis

Katwilgbladrandwesp (Forster, 1854)